# Canadian Family Physician
Canadian Family Physician (en francés: Le Médecin de famille canadien ) es una revista médica mensual de acceso abierto y revisada por pares, publicada por el Colegio de Médicos de Familia de Canadá. Brinda educación médica continua para médicos de familia y otros médicos de atención primaria. La revista publica artículos originales que presentan una perspectiva de medicina familiar a la medicina clínica a través de enfoques de condiciones clínicas comunes y revisiones clínicas basadas en evidencia destinadas a ayudar a los médicos de familia en la atención del paciente.

La mayoría de los artículos se publican tanto en inglés como en francés. 

La revista se estableció en 1967 y el editor en jefe es Nicholas Pimlott de la (Universidad de Toronto).

## Resumen e indexación
La revista está resumida e indexada en las siguientes bases de datos:
- Resúmenes de CAB [1]
- CINAHL [2]
- Contenidos Actuales /Medicina Clínica
- Index Medicus / MEDLINE / PubMed[3]
- Embase [4]
- Índice de citas científicas ampliado
- Scopus[5]
- Según el Journal Citation Reports , su factor de impacto de 2020 es de 3,275.[6]

## Métricas de revista
2022
- Web of Science Group : 3.275
- Índice h de Google Scholar: 72
- Scopus: 0.662